# Giải Sư tử bạc
Giải Sư tử bạc (tiếng Ý: Leone d’Argento) là một số giải của Liên hoan phim Venezia trao cho một số thể loại khác nhau. Giải này không thường xuyên và thay đổi mục đích nhiều lần. Cho tới năm 1995, Giải này được trao cho một số phim được đề cử cho Giải Sư tử vàng (nhưng không đoạt giảì), như một giải hạng nhì. Trong nhiều lần khác nhau, Giải Sư tử bạc cũng được trao cho các phim đầu tay, phim ngắn và cho đạo diễn xuất sắc.

## Các phim đoạt giải Sư tử bạc

### 1953-1957
Từ năm 1953 tới 1957, Giải Sư tử bạc được coi như giải hạng nhì, trao cho một số phim được đề cử cho Giải Sư tử vàng nhưng không đoạt giải:
- 1953
  - Little Fugitive của Ray Ashley, Morris Engel & Ruth Orkin
  - Moulin Rouge của John Huston
  - Sadko của Aleksandr Ptushko
  - Thérèse Raquin của Marcel Carné
  - Ugetsu của Kenji Mizoguchi
  - I vitelloni của Federico Fellini
- 1954
  - On the Waterfront của Elia Kazan
  - Sansho the Bailiff của Kenji Mizoguchi
  - Seven Samurai của Akira Kurosawa
  - La strada của Federico Fellini
- 1955
  - Le amiche của Michelangelo Antonioni
  - The Big Knife của Robert Aldrich
  - Ciske de Rat của Wolfgang Staudte
  - The Cricket của Samson Samsonov
- 1956 - không trao giải
- 1957 - Le notti bianche của Luchino Visconti

### 1958-1982
Từ 1958-1982 không trao giải.

### 1983-1987
Từ 1983-1989, giải Sư tử bạc được trao cho phim đầu tay hay nhất của một đạo diễn.
- 1983 - Sugar Cane Alley của Euzhan Palcy
- 1984 - Sonatine của Micheline Lanctôt
- 1985 - Dust của Marion Hänsel
- 1986 - A King and His Movie của Carlos Sorin
- 1987 - Hip hip hurra! của Kjell Grede

### 1988-1994
Từ năm 1988, giải Sư tử bạc được trao cho một hoặc nhiều phim được đề cử cho giải Sư tử vàng (nhưng không đoạt giải đó).
- 1988 - Landscape in the Mist của Theodoros Angelopoulos
- 1989
  - Recordações da Casa Amarela của João César Monteiro
  - Death of a Tea Master của Kei Kumai
- 1990 - không trao giải
- 1991
  - Raise the Red Lantern của Zhang Yimou
  - The Fisher King của Terry Gilliam
  - J'entends plus la guitare của Philippe Garrel
- 1992
  - Hotel de lux của Dan Pita
  - Jamón, jamón của Bigas Luna
  - Un coeur en hiver của Claude Sautet
- 1993 - Kosh ba kosh của Bakhtyar Khudojnazarov
- 1994
  - Heavenly Creatures của Peter Jackson
  - Little Odessa của James Gray
  - Il Toro của Carlo Mazzacurati
- 1995 tới nay - không trao giải

## Giải Sư tử bạc cho kịch bản hay nhất
1990 - Sirup của Helle Ryslinge

## Giải Sư tử bạc cho phim ngắn hay nhất
- 1999 - Portrait of a Young Man Drowning của Teboho Mahlatsi
- 2000 - A Telephone Call for Genevieve Snow của Peter Long
- 2001 - Freunde của Jan Krüger
- 2002 - Clown của Irina Efteeva
- 2003 - Neft của Murad Ibragimbekov
- 2004 - Signe d'appartenance của Kamel Cherif
- 2005 - Xiaozhan của Chien-ping Lin
- 2006 - Comment on freine dans une descente? của Alix Delaporte
- 2007 - Dog Altogether cửa Paddy Considine

## Giải Sư tử bạc cho đạo diễn xuất sắc nhất
- 1990 Martin Scorsese phim Goodfellas
- 1991-1997 - không trao giải
- 1998 Emir Kusturica phim Black Cat, White Cat
- 1999-2004 - không trao giải
- 2005 Philippe Garrel phim Regular Lovers
- 2006 Alain Resnais phim Coeurs
- 2007 Brian De Palma phim Redacted
- 2008 Aleksei German Jr. phim Paper Soldier

## Giải Sư tử bạc: Phát hiện mới
- 2006 Emanuele Crialese phim Nuovomondo